# Balakrishnapuram
Balakrishnapuram è una suddivisione dell'India, classificata come town panchayat, di 19.661 abitanti, situata nel distretto di Dindigul, nello stato federato del Tamil Nadu. In base al numero di abitanti la città rientra nella classe IV (da 10.000 a 19.999 persone).

## Geografia fisica
La città è situata a 10° 21' 53 N e 78° 00' 37 E.

## Società

### Evoluzione demografica
Al censimento del 2001 la popolazione di Balakrishnapuram assommava a 19.661 persone, delle quali 10.018 maschi e 9.643 femmine. I bambini di età inferiore o uguale ai sei anni assommavano a 1.950, dei quali 992 maschi e 958 femmine. Infine, coloro che erano in grado di saper almeno leggere e scrivere erano 14.605, dei quali 8.098 maschi e 6.507 femmine.